# El Carrizal, Ocosingo
El Carrizal är en ort i Mexiko.   Den ligger i kommunen Ocosingo och delstaten Chiapas, i den sydöstra delen av landet, 800 km öster om huvudstaden Mexico City. El Carrizal ligger 1 263 meter över havet och antalet invånare är 166.
Terrängen runt El Carrizal är lite bergig. Runt El Carrizal är det ganska tätbefolkat, med 75 invånare per kvadratkilometer. Närmaste större samhälle är Ocosingo, 16,5 km nordost om El Carrizal. I omgivningarna runt El Carrizal växer i huvudsak städsegrön lövskog.